# Saku Puhakainen
Saku Puhakainen (ur. 14 stycznia 1975 w Lappeenrancie) – fiński piłkarz występujący na pozycji napastnika.

## Kariera klubowa
Puhakainen jako junior grał w drużynie LauTP. W sezonie 1992 grał w FC Lappeenranta, a w 1993 roku został graczem drugoligowgo Kultsu FC. Spędził tam dwa sezony, a w 1995 roku przeszedł do pierwszoligowego FC Kuusysi. Po jedynym sezonie przeniósł się jednak do innego pierwszoligowca, TPS. W sezonie 1996 zajął z nim 3. miejsce w pierwszej lidze.
Pod koniec 1997 roku Puhakainen został wypożyczony do duńskiego drugoligowca, Fremadu Amager. W 1998 roku wrócił do TPS. W 2000 roku odszedł do zespołu MyPa, także grającego w pierwszej lidze. W sezonie 2003 z 14 bramkami został jej królem strzelców. W sezonie 2004 zdobył z zespołem Puchar Finlandii, a w sezonie 2005 mistrzostwo Finlandii.
W 2010 roku Puhakainen odszedł do Kultsu FC. Grał też w PEPO oraz LauTP, gdzie w 2012 roku zakończył karierę.

## Kariera reprezentacyjna
W reprezentacji Finlandii Puhakainen rozegrał 3 spotkania i zdobył 2 bramki, wszystkie w styczniu 1997. Były to mecze towarzyskiego turnieju Dunhill Cup, rozegranego w Kuala Lumpur. Wystąpił na nim w pojedynkach z Malezją (1:2), Chinami (1:2) i Singapurem (1:0). Przeciwko Chinom i Singapurowi strzelił po jednym golu.